# Manual del Baratero

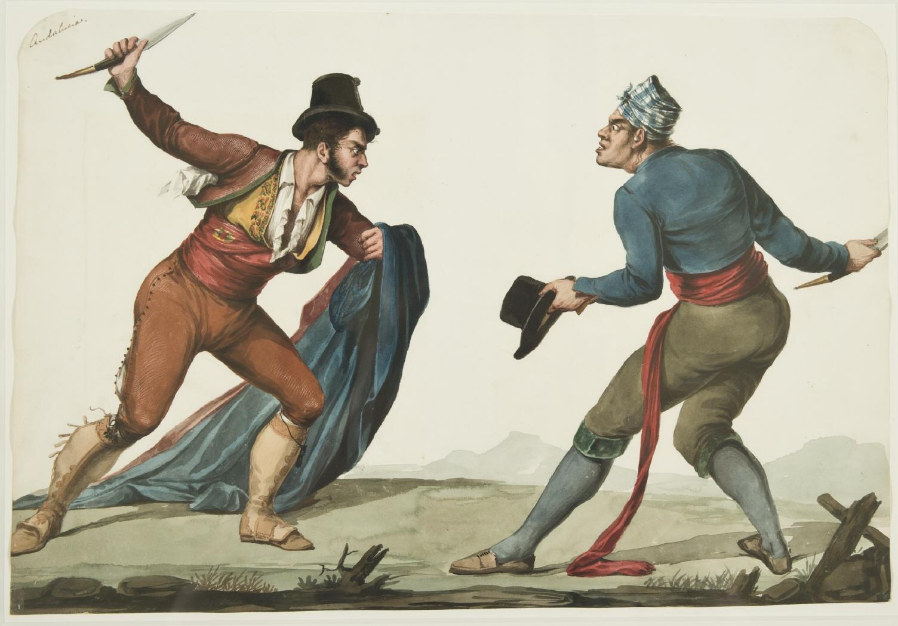
Riña de bandoleros. Antonio María Esquivel y Suárez de Urbina. c 1830

El Manual del Baratero, o arte de manejar la navaja, el cuchillo y la tijera de los jitanos  [sic] es un tratado español de pelea con cuchillo de 1849, escrito por un autor anónimo identificado como el escritor Mariano de Rementeria y Fica. 
Es notorio por abordar de manera única las tradiciones andaluzas de pelea con armas blancas, además de por ser el manual sobre pelea a cuchillo más antiguo que se conserva al completo en Europa. Proviene su nombre de la figura del baratero, una figura del inframundo criminal español del siglo XIX, y se nutre tradiciones marciales hispanas con ramificaciones en toda Hispanoamérica.

## Historia
Los barateros eran criminales decimonónicos, especializados en el manejo de la navaja, que utilizaban la intimidación para exigir el barato, un porcentaje de la ganancia de los jugadores de cartas, a los que permitían u obligaban a usar una baraja de su propiedad como representación del acuerdo. Operaban en calles, ferias, mercados y presidios y llegaban a luchar entre ellos por sus territorios. Aunque predominaban los peninsulares, también existían barateros afroespañoles, provenientes de los remanentes cubanos y caribeños del imperio español. Un ejemplo notorio es el baratero negro llamado Meri de la novela El tóbalo, baratero de Manuel Martínez Barrionuevo. La existencia de los barateros data de al menos 1836, cuando Mariano José de Larra publicó un artículo sobre ellos en El Español.
El autor firma como "M.d.R.", pero se le ha identificado como Mariano de Rementeria y Fica (1786-1841), autor prolífico de manuales de otros ámbitos en la época. Rementería, vasco de origen y profesor en la Escuela Normal de Instrucción Primaria de Madrid, probablemente tenía poca o ninguna experiencia de primera mano con el arte de los barateros, motivo palpable en el tono culterano del libro y por el que parece haber sido considerado falso o poco riguroso en su época. Sin embargo, mucho del conocimiento reflejado es real, y existe la idea de que Rementería obtuvo el asesoramiento de barateros reales para transcribirlo. Este fue el único de sus manuales que Rementería no firmó bajo su nombre real, debido con toda probabilidad a no querer ver su nombre relacionado con disciplinas callejeras y criminales.

## Contenido
El Manual se centra en el uso de la navaja, pero también contempla el puñal, usado de similar manera, y de la tijera de esquilar, cuyo uso como arma era popular entre los gitanos españoles debido a sus habituales profesiones ganaderas y pecuarias. Clavándola cerrada en el cuerpo del oponente y abriéndola al tiempo de extraerla, la tijera también podía causar heridas fatales.
El artista marcial James Loriega, primer traductor del Manual al inglés, considera que el conocimiento del tratado es básico y las descripciones son superficiales, tratándose probablemente de un manual destinado a los que, como su autor, carecían por completo de experiencia con la hoja. Algunos trucos ilustrados en el libro son también peculiarmente imprácticos para una verdadera pelea a cuchillo. Sin embargo, cree que se trata de un libro altamente relevante como punta de partida y que contiene posiciones, principios, trucos y estrategias válidas que lo vuelven un sistema de lucha propio. También hay evidencias de que lo que se muestra en el texto era el repertorio de una sola escuela o estilo entre varios existentes, entre los que habría no sólo andaluces sino vascos, catalanes, toledanos y demás.
El sistema de lucha representado en el Manual parece inspirado en la escuela de esgrima española llamada Verdadera Destreza, tomando en especial su control constante de la distancia y su teoría del juego de pies circular para flanquear al oponente, la cual posicionaba a la Destreza sobre sus homólogos italianos y franceses, más lineales. Así mismo, una estrategia que el libro recomienda para usuarios desarmados está copiada -con una errata- del libro de esgrima Principios de Destreza del Espadín, publicado en 1805 por Manuel Antonio de Brea.
Según Ramón Martínez, maestro estadounidense-portorriqueño de navaja y Verdadera Destreza, las técnicas del manual son semejantes a las de las comunidades de Puerto Rico, donde la navaja recibe el nombre de navaja sevillana. Estas similitudes probablemente refieren a una tradición viviente de antigua lucha hispánica a cuchillo, llamada a veces el "Legado Andaluz", que no sólo conduce al Manual del Baratero en España, sino que también influencia las corrientes de Hispanoamérica, las Filipinas e incluso Brasil. Incluso entre los trucos más improbables del libro se encuentra consistente en soltarse la faja con objeto de que el oponente la pise y pierda el equilibrio al tirarse de ella, propia también de la lucha a cuchillo de México y Argentina, donde se usaría el poncho en su lugar.
Mucho del contenido del libro coincide también con las escuelas de esgrima y daga del sur de Italia, como la manfredonia y la siciliana. Los ataques llamados jiro y contrajiro, pasos circulares o angulares pivotando sobre una pierna para acuchillar al oponente desde el flanco en vez del frente, se asemejan a las técnicas de esgrima itálica llamada giro o colpo al mancino, y el cambio de mano, un truco en el que la navaja se oculta a la espalda y se cambia de una mano a otra, existe también en Italia bajo el nombre de passamano. También se usa el término planta o pianta, típico de la escuela manfredonia, para denominar a la pose. Estas influencias podrían provenir de un origen común a través de la comunidad gitana del sur de Italia.

## En la cultura popular
Técnicas reflejadas en el libro fueron usadas para coreografiar las luchas de la popular serie española Curro Jiménez, protagonizada por Sancho Gracia y ambientada en la España del siglo XIX.
El Manual fue abordado por el programa de televisión Cuarto Milenio en febrero de 2021.
Es mencionado también en la novela de 2024 Hijas del verbo odiar: La mufla II de Aurelio García Caballero.

## Véase También
- Sitra achra